# Santiago Manuin Valera

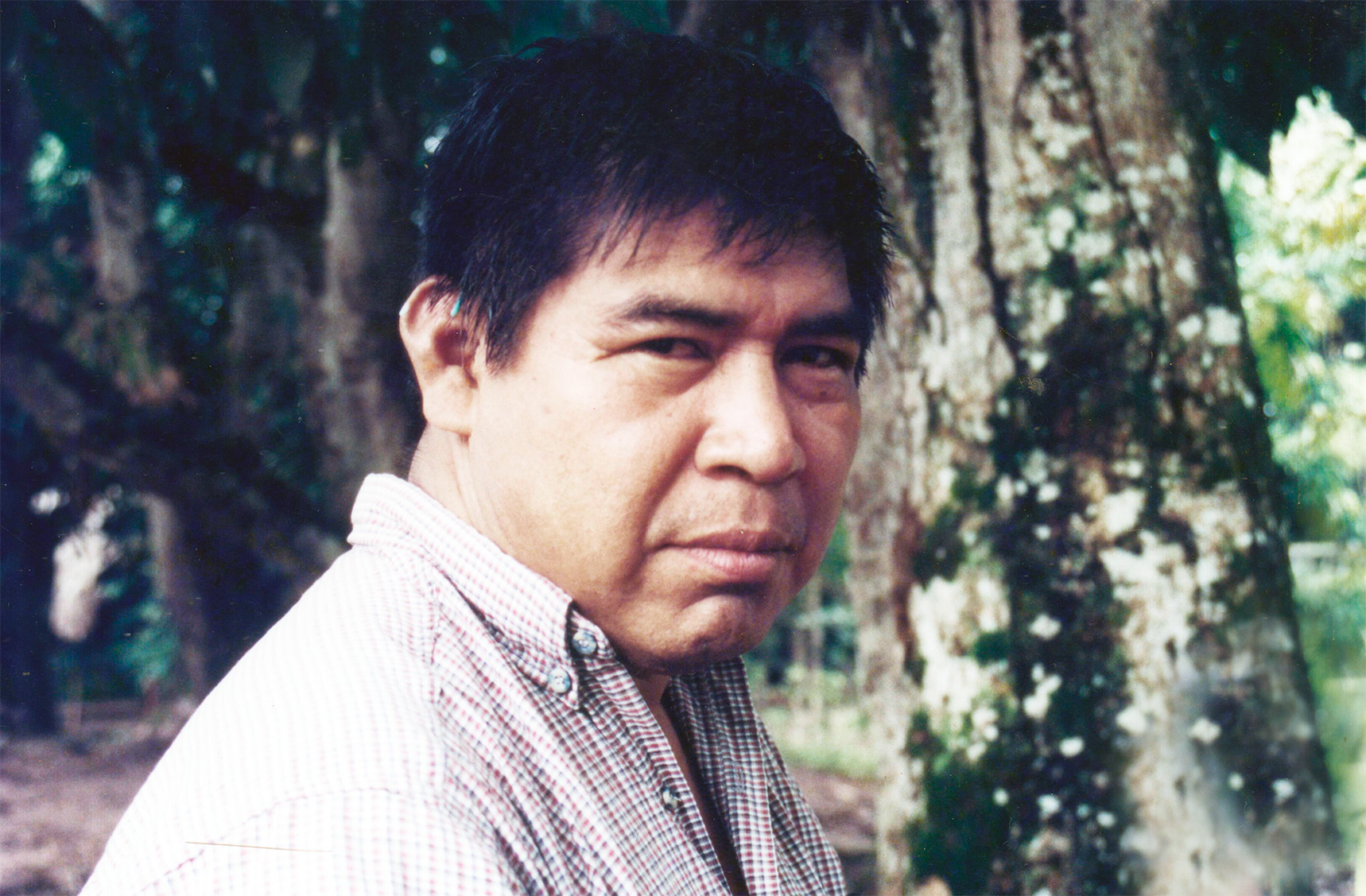
Fotografia de Santiago Manuin Valera no Centro Takiwasi, 2009

Santiago Manuin Valera (1 de janeiro de 1957 – 1 de julho de 2020) foi um ativista peruano de direitos humanos e líder indígena. Ele nasceu na província de Condorcanqui, no Peru. Ele foi um líder importante do povo Aguaruna no Peru. Foi Presidente do Comité de Luta pelo Respeito aos Povos Indígenas do Condorcanqui.
Foi um crítico do Movimento Revolucionário Túpac Amaru.
Manuin Valera morreu no dia 1 de julho de 2020 de COVID-19 em Chiclayo, Peru, aos 63 anos de idade.